# Motocykl na ledovou plochou dráhu
Motocykl na ledovou plochou dráhu je typicky motocykl s jednoválcovým dvouventilovým motorem a minimální dovolenou hmotností 80 kg. Motocykl není vybaven brzdou. Jeho kola jsou osazena 30 mm hroty pro jízdu na ledu. Další specialitou je, že řízení je upraveno tak, že motocykl zatáčí pouze doleva.

## Motor
Motorem je vzduchem chlazený dvouventilový jednoválec, 1xOHC 
- Obsah: 494 cm3
- Vrtání x zdvih: 85x87 mm
- Kompresní poměr: 13,5 - 15:1
- Max. výkon: 44 - 46 kW
- Max. otáčky: 9 500 min−1
- Hmotnost: 28 - 30 kg
- Palivo: methanol